# Jin Liqun
Jin Liqun (en chinois, 金立群), né le 1er août 1949 est un politicien, banquier et professeur chinois. Il est depuis 2016 le président de la Banque asiatique d'investissement pour les infrastructures (AIIB en anglais),. Il a été président de la China International Capital Corp, le vice-président de la Banque asiatique de développement et le vice-ministre des finances de la République populaire de Chine.

## Jeunesse et éducation
Jin Liqun est né à Changshu, dans la province de Jiangsu. Il a étudié au lycée de Jiangyin, mais n'a pas pu obtenir son diplôme en raison de la révolution culturelle. Adolescent, il a brièvement rejoint les Gardes rouges, et à partir de 1969, il a été envoyé en campagne pour cultiver du riz. Pendant trois ans, il a fait ce travail agricole tout en continuant à étudier seul, ce qui lui valut d'être nommé enseignant dans un collège local . Quand les universités ont rouvert en 1978, il est entré dans le programme de master de l'Université des langues étrangères de Pékin et a obtenu un master d'art en anglais en 1980. Il a ensuite été boursier pour Hubert Humphrey dans le programme d'études supérieures d'économie de l'Université de Boston de 1987 à 1988. Il parle couramment le français et l'anglais.

## Carrière
En 1980, Jin a rejoint le bureau du ministère chinois de la finance à la Banque mondiale à Washington, puis est devenu directeur général du département de la Banque mondiale et directeur exclusif alternatif de la Chine auprès du groupe de la Banque mondiale. Il est devenu vice-ministre en 1998. Il a été membre du Comité de politique monétaire de la Banque populaire de Chine.
De 2003 à 2008, Jin a été vice-président, puis vice-président du classement de la Banque asiatique de développement (BAD) chargé des programmes pour l'Asie du Sud, du centre et de l'Est, et des opérations du secteur privé.
Jin a été président du conseil de surveillance de China Investment Corporation de septembre 2008 à mai 2013.
De 2009 à 2012, Jin a d'abord été vice-président, puis président du Forum international des fonds souverains.
Jin était alors président de China International Capital Corporation, une importante banque d'investissement chinoise basée à Pékin de mai 2013 à octobre 2014.
En octobre 2014, Jin est devenu secrétaire général du Secrétariat multilatéral intérimaire, fondé pour créer l'AIIB. Il est devenu président délégué et en janvier 2016, il a été élu président de l'AIIB,.
Jin est professeur adjoint et conseiller de doctorat à la fois à l'Université des langues étrangères de Pékin et à l'Université Nankai.

## Livres
Jin a dirigé le travail de traduction de l'histoire bancaire classique The House of Morgan: An American Banking Dynasty and the Rise of Modern Finance et a écrit Economic Development: Theories and Practices en collaboration avec Nicholas Stern, alors économiste en chef de la Banque européenne pour la reconstruction et le développement. Jin a également publié un livre An Anthology of English Verse en tant qu'éditeur.

## Famille
Jin a une fille nommée Keyu Jin, qui est maintenant professeur agrégé permanent d'économie à la London School of Economics and Political Science.